# سورة النجم
سورة النجم  هي سورة مكية من المفصل، آياتها 62، وترتيبها في المصحف 53، وبها سجدة في الآية رقم 62، في الجزء السابع والعشرين، بدأت بأسلوب قسم: ﴿وَالنَّجْمِ إِذَا هَوَى ۝١﴾ [النجم:1]، نزلت بعد سورة الإخلاص.

## أسباب النزول
قال ابن عطية الأندلسي:«سبب نزولها أن المشركين قالوا، أن محمد يقول القرآن ويختلق أقواله فنزلت السورة بعد ذلك».
أسباب النزول للآيات (33 - 41) قول الله تعالى: ﴿أَفَرَأَيْتَ الَّذِي تَوَلَّى ۝٣٣﴾ [النجم:33] وما بعدها. عن ابن زيد: «أن هذه الآيات نزلت في الوليد بن المغيرة، وكان قد اتبع رسول الله ﷺ على دينه، فعايره بعض المشركين وقال له: لم تركت دين الأشياخ وضللتهم وزعمت أنهم في النار؟ فقال: إني خشيت عذاب الله تعالى، فضمن له إن هو أعطاه شيئا من ماله ورجع إلى شركه أن يتحمل عنه عذاب الله فأعطى الذي عاتبه بعض ما كان ضمن له ثم بخل ومنعه، فأنزل الله الآيات». رواه ابن جرير.

## في ظلال السورة
تعالج هذه السورة القرانية مسألة الايمان بالوحي وتبين الفرق الجلي بين الرسالات السماوية والأفكار التي يبتدعها عباقرة الفكر من البشر، ذلك ان الرسالات الالهية مصدرها الله  وهو الأعلم بمصلحة الإنسان واحتياجاته وكذلك أن الرسالات السماوية لا تتقبل التغيير ولا تبلى بمرور الليالي والايام. وتعرج الآيات في بداية السورة إلى العلاقة بين الآيات في الآفاق ﴿وَالنَّجْمِ إِذَا هَوَى ۝١﴾ [النجم:1] وهو ما يهتدي به الإنسان في ظلمات البر والبحر وبين ما يرسله الله سبحانه وتعالى لهداية البشر من الرسل، وخاتمهم النبي المصطفى ﷺ المرسل برسالة الإسلام. ثم تبدأ بالتلميح إلى مقام هذه الشخصية العظيمة ببيان قصة المعراج والذي ورد في الاثر ان من لم يؤمن بها لم يؤمن بما جاء به الرسول. ابتداء من عروجه إلى السماء من المسجد الأقصى وانتهاء بوصوله إلى العرش ومناجاته مع رب العزة وما رآه في السماوات السبع من الآيات الباهرة التي تعجز العقول عن معرفة كنهها.
هذه السورة القصد فيها واضحاً، وقد زيدت لفظة أو اختيرت قافية، لتضمن سلامة التنغيم ودقة إيقاعه - إلى جانب المعنى المقصود الذي تؤديه في السياق كما هي عادة التعبير القرآني - مثل ذلك قوله: ﴿أَفَرَأَيْتُمُ اللَّاتَ وَالْعُزَّى ۝١٩ وَمَنَاةَ الثَّالِثَةَ الْأُخْرَى ۝٢٠﴾ [النجم:19–20] .. فلو قال ومناة الأخرى ينكسر الوزن. ولو قال ومناة الثالثة فقط يتعطل إيقاع القافية ولكل كلمة قيمتها في معنى العبارة. ولكن مراعاة الوزن والقافية كذلك ملحوظة ومثلها كلمة (إذن) في وزن الآيتين بعدها: ﴿أَلَكُمُ الذَّكَرُ وَلَهُ الْأُنْثَى ۝٢١ تِلْكَ إِذًا قِسْمَةٌ ضِيزَى ۝٢٢﴾ [النجم:21–22] فكلمة (إذن) ضروية للوزن وإن كانت - مع هذا - تؤدى غرضاً فنياً في العبارة.
الصور والظلال في المقطع الأول، تشع في المجال العلوي الذي تقع فيه الأحداث النورانية والمشاهد الربانية التي يصفها هذا المقطع. ومن الحركات الطليقة للروح الأمين وهو يتراءى للرسول الكريم..والصور والظلال والحركات والمشاهد والجو الروحي المصاحب، تستمد وتمد ذلك الإيقاع التعبيري وتمتزج به. وتتناسق معه، وتتراءى فيه، في توافق منغم عجيب.
ثم يعم العبق جو السورة كله، ويترك آثاره في مقاطعها التالية، حتى تختم بإيقاع موح شديد الإيحاء، مؤثر عميق التأثير. ترتعش له كل ذرة في الكيان البشري وترف معه وتستجيب.
وموضوع السورة الذي تعالجه هو موضوع السور المكية على الإطلاق: العقيدة بموضوعاتها الرئيسية: الوحي والوحدانية والآخرة. والسورة تتناول الموضوع من زاوية معينة تتجه إلى بيان صدق الوحي بهذه العقيدة ووثاقته ووهن عقيدة الشرك وتهافت أساسها الوهمي الموهون!
والمقطع الأول في السورة يستهدف بيان حقيقة الوحي وطبيعته، ويصف مشهدين من مشاهده، ويثبت صحته وواقعيته في ظل هذين المشهدين، ويؤكد تلقي الرسول ﷺ عن جبريل  تلقي رؤية وتمكن ودقة، واطلاعه على آيات ربه الكبرى.
ويتحدث المقطع الثاني عن آلهتهم المدعاة: اللات والعزى ومناة. وأواهمهم عن الملائكة. وأساطيرهم حول بنوتها لله. واعتمادهم في هذا كله على الظن الذي لا يغني من الحق شيئاً. بينما الرسول ﷺ يدعوهم إلى ما دعاهم إليه عن تثبت ورؤية ويقين.
والمقطع الثالث يلقن الرسول ﷺ الإعراض عمن يتولى عن ذكر الله ويشغل نفسه بالدنيا وحدها، ويقف عند هذا الحد لا يعلم وراءه شيئاً. ويشير إلى الآخرة وما فيها من جزاء يقوم على عمل الخلق، وعلى علم الله بهم، منذ أنشأهم في الأرض، ومنذ كانوا آجنة في بطون أمهاتهم. فهو أعلم بهم من أنفسهم، وعلى أساس هذا العلم المستقين -لا الظن ولا الوهم يكون حسابهم وجزاؤهم، ويصير أمرهم في نهاية المطاف.
والمقطع الرابع والأخير يستعرض أصول العقيدة - كما هي منذ أقدم الرسالات - من فردية التبعية، ودقة الحساب، وعدالة الجزاء. ومن انتهاء الخلق إلى ربهم المتصرف في أمرهم كله تصرف المشيئة المطلقة. ومع هذا لفتة إلى مصارع الغابرين المكذبين. تختم بالإيقاع الأخير: ﴿هَذَا نَذِيرٌ مِنَ النُّذُرِ الْأُولَى ۝٥٦ أَزِفَتِ الْآزِفَةُ ۝٥٧ لَيْسَ لَهَا مِنْ دُونِ اللَّهِ كَاشِفَةٌ ۝٥٨ أَفَمِنْ هَذَا الْحَدِيثِ تَعْجَبُونَ ۝٥٩ وَتَضْحَكُونَ وَلَا تَبْكُونَ ۝٦٠ وَأَنْتُمْ سَامِدُونَ ۝٦١ فَاسْجُدُوا لِلَّهِ وَاعْبُدُوا ۝٦٢﴾ [النجم:56–62]. حيث يلتقي المطلع والختام في الإيحاء والصور والظلال والإيقاع العام.

## وصلات خارجية
- سورة النجم: تجويد-تفسير - موقع Altafsir.com